# Filmfesztiválok listája
A filmtörténet első filmfesztiválját 1932-ben Velencében rendezték meg, ahol először fordult elő, hogy a Biennálé szervezői felvették a filmet is művészeti kiállításuk közé.
Az 1990-es években világszerte 200 filmfesztivált tartottak. Európában a legfontosabbak a cannes-i, a berlini, a velencei, a moszkvai és a Karlovy Vary-i.
A producerek, rendezők és színészek számára egy fesztiváldíj különösen nagy jelentőségű, mivel ez gyakran belépő a nemzetközi filmpiacra. Az újságírók gondoskodnak a népszerűségéről, ami számos nagy produkciónak moziközönséget szervez.
| Hely                                   | Év                  | Díj                                         | Kategória                                                     | Weboldal                                                                         |
| -------------------------------------- | ------------------- | ------------------------------------------- | ------------------------------------------------------------- | -------------------------------------------------------------------------------- |
| Annecy                                 | 1956                | –                                           | Animációs filmek                                              | http://www.annecy.org/                                                           |
| Ankara                                 | 1988                | –                                           | rövidfilmek, játékfilmek                                      | https://web.archive.org/web/20131026041031/http://www.filmfestankara.org.tr/     |
| Antalya                                | 1963                | Arany Narancs                               | rövidfilmek, dokumentumfilmek, játékfilmek                    | https://web.archive.org/web/20180901080538/http://www.altinportakal.org.tr/      |
| Berlin                                 | 1951                | Arany Medve                                 | Játék, dokumentum és rövidfilmek                              | http://www.berlinale.de/                                                         |
| Cannes                                 | 1946                | Arany Pálma                                 | Egész műsoridőt betöltő és rövidfilmek                        | http://www.festival-cannes.fr/                                                   |
| Duisburg                               | 1977                | –                                           | Német dokumentumfilmek (1990 óta svájci és osztrák filmekkel) | http://www.duisburger-filmwoche.de/                                              |
| Edinburgh                              | 1947                | verseny nélküli                             | Változó témák: főleg kísérleti és játékfilmek                 | http://www.edfilmfest.org.uk/                                                    |
| Isztambul                              | 1982                | –                                           | valamennyi kategória                                          | http://film.iksv.org/tr                                                          |
| Kairó                                  |                     | Arany Piramis                               | valamennyi kategória                                          | https://www.ciff.org.eg/                                                         |
| Karlovy Vary                           | 1946                | Kristály Glóbusz                            | Játék-dokumentum és rövidfilmek                               | https://web.archive.org/web/20050710082315/http://www.iffkv.cz/                  |
| Knokke-le-Zoute                        | 1947                | –                                           | kísérleti, avantgárd és nem besorolt filmek                   | -                                                                                |
| Krakkó                                 | 1964                | Arany Sárkány                               | Rövidfilmek                                                   | http://www.cracowfilmfestival.pl/                                                |
| Lipcsei DOK Fesztivál                  | 1957                | Arany Galamb                                | Dokumentum és Rövidfilmek                                     | https://web.archive.org/web/20060421231106/http://www.dokfestival-leipzig.de/    |
| Locarno                                | 1946 1949           | Arany Leopárd                               | rendezők első és második filmjei                              | https://web.archive.org/web/20100715080325/http://jahia.pardo.ch/                |
| London                                 | 1957                | Sutherland Trófea                           | Más fesztiválok fontosabb filmjeinek bemutatása               | http://www.lff.org.uk/                                                           |
| Lübeck                                 | 1956                | –                                           | Skandináv filmek                                              | http://www.luebeck.de/filmtage/                                                  |
| Mannheim                               | 1961                | Joseph von Sternberg-díj                    | játék-, dokumentum-, animációs- és rövidfilmek                |                                                                                  |
| Magyar Filmszemle Pécs később Budapest | 1965 1983           | Nagydíj                                     | magyar filmek                                                 | https://web.archive.org/web/20060415192855/http://www.szemle.film.hu/            |
| Málaga                                 | 1998                | Nagydíj                                     | valamennyi kategória                                          | https://festivaldemalaga.com/http://www.szemle.film.hu/%5B%5D                    |
| Milánó                                 | 1996                | Nagydíj                                     | valamennyi kategória                                          | http://www.milanofilmfestival.it/it/landing//http://www.szemle.film.hu/%5B%5D    |
| Moszkva                                | 1935 1959 1969 1989 | Arany Szt.György (Zolotoj Szvjatoj Georgij) | valamennyi kategória                                          | http://www.miff.ru Archiválva 2020. november 26-i dátummal a Wayback Machine-ben |
| München                                | 1983                | Pártolódíjak                                | Nemzetközi produkciók, német filmek, nem besorolt filmek      | http://www.filmschoolfest-munich.de/                                             |
| New York                               | 1957                | Grand Marnier Szövetség Díja                | Más fesztiválok fontosabb filmjeinek bemutatása               | https://web.archive.org/web/20060102224818/http://www.filmlinc.com/nyff/nyff.htm |
| Oberhausen                             | 1955 1968           | –                                           | Rövidfilmek                                                   | http://www.kurzfilmtage.de/                                                      |
| Pesaro                                 |                     | –                                           | Nem besorolt filmek, debütáló rendezők filmjei                |                                                                                  |
| San Sebastián                          | 1953 1957           | Arany Kagyló                                | valamennyi kategória                                          | http://www.sansebastianfestival.com/                                             |
| Teherán                                | 1972                | –                                           | valamennyi kategória, afrikai és ázsiai produkciók            | -                                                                                |
| Trieszt                                | 1963                | Arany Aszteroid(a)                          | Science-fiction filmek                                        | http://www.alpeadriacinema.it/                                                   |
| Velence                                | 1932                | Arany Oroszlán                              | valamennyi kategória                                          | http://www.labiennale.org/                                                       |